# Dallas Cowboys 2017
La stagione 2017 dei Dallas Cowboys è stata la 58ª della franchigia nella National Football League e la settima completa con Jason Garrett come capo-allenatore.
Per la prima volta 2002, quarterback Tony Romo non fece parte del roster, avendo annunciato il proprio ritiro il 14 aprile 2017. I Cowboys tentarono di fare ritorno ai playoff dopo le stagioni di successo da rookie di Dak Prescott e Ezekiel Elliott nell'anno precedente. Tuttavia, l'11 agosto 2017, fu annunciato che Elliott sarebbe stato sospeso per le prime sei partite. L'8 settembre 2017, il giudice distruttuale Amos Mazzant sospese la punizione della lega, permettendo al giocatore di scendere in campo regolarmente all'inizio dell'anno. Il 9 novembre tuttavia la punizione tornò attiva ed Elliott saltò le gare dal decimo al quindicesimo turno. Dopo una sconfitta casalinga contro i Seattle Seahawks nella penultima giornata, i Cowboys furono matematicamente eliminati dalla caccia ai playoff.

## Scelte nel Draft 2017
| Scelte dei Cowboys nel Draft 2017 |        |                |       |                |
| Giro                              | Scelta | Giocatore      | Ruolo | College        |
| 1                                 | 28     | Taco Charlton  | DE    | Michigan       |
| 2                                 | 60     | Chidobe Awuzie | CB    | Colorado       |
| 3                                 | 92     | Jourdan Lewis  | CB    | Michigan       |
| 4                                 | 133    | Ryan Switzer   | WR    | North Carolina |
| 6                                 | 191    | Xavier Woods   | S     | Louisiana Tech |
| 6                                 | 216    | Marquez White  | CB    | Florida State  |
| 7                                 | 228    | Joey Ivie      | DT    | Florida        |
| 7                                 | 239    | Noah Brown     | WR    | Ohio State     |
| 7                                 | 246    | Jordan Carrell | DT    | Colorado       |

## Staff
| Staff dei Dallas Cowboys nel 2017 |
| --- |
| Organi dirigenziali - Proprietario/Presidente/General Manager: Jerry Jones - Vice Presidente Esecutivo/Direttore del personale: Sthephen Jones - Vice Presidente Esecutivo/Capo Marketing: Jerry Jones Jr. - Vice Presidente Esecutivo/Presidente della charity foundation: Charlotte Jones Anderson Capo allenatore - Jason Garrett Altri allenatori - Assistente del capo-allenatore/Difesa: Monte Kiffin - Assistente del capo-allenatore/Wide Receiver: Jimmy Robinson - Sviluppo della forza e della condizione: Mike Woicik - Assistente dello sviluppo della forza e della condizione: Brett Bech e Kendall Smith - Assistente dell'attacco/difesa: Dave Borgonzi - Qualità e controllo dell'attacco/Wide Receiver: Keith O'Quinn - Qualità e controllo/Linebacker: Ben Bloom Allenatori dell'attacco - Coordinatore dell'attacco: Scott Linehan - Quarterback: Wade Wilson - Running back: Gary Brown - Wide receiver: Derek Dooley - Tight End: Wes Phillips - Offensive Line: Vacante - Assistente Offensive Line: Frank Pollak Allenatori della difesa - Coordinatore della difesa: Rod Marinelli - Assistente della difesa/Defensive Line: Leon Lett - Defensive Line: Vacante - Linebacker: Matt Eberflus - Secondary: Jerome Henderson - Assistente Secondary Joe Baker Allenatori dello special team - Coordinatore dello Special Team: Rich Bisaccia - Assistente dello Special Team/Kicker: Chris Boniol |

## Roster
| Roster dei Dallas Cowboys nel 2017 |
| --- |
| Quarterback - 4 Dak Prescott - 7 Cooper Rush Running Back - 21 Ezekiel Elliott - 20 Darren McFadden - 46 Alfred Morris - 41 Keith Smith FB/OLB - 45 Rod Smith FB/RB Wide Receiver - 11 Cole Beasley - 85 Noah Brown - 88 Dez Bryant - 19 Brice Butler - 10 Ryan Switzer - 83 Terrance Williams Tight End - 84 James Hanna - 87 Geoff Swaim - 82 Jason Witten Offensive Linemen - 75 Byron Bell T/G - 71 La'el Collins T/G - 64 Jonathan Cooper G/C - 72 Travis Frederick C - 79 Chaz Green G/T - 73 Joe Looney C/G - 70 Zack Martin G - 77 Tyron Smith T Defensive Linemen - 97 Taco Charlton DE - 96 Maliek Collins DT - 98 Tyrone Crawford DE/DT - 90 DeMarcus Lawrence DE - 93 Benson Mayowa DE - 55 Stephen Paea DT - 92 Brian Price DT - 99 Charles Tapper DE Linebacker - 52 Justin Durant MLB/OLB - 56 Jayrone Elliott OLB/MLB - 59 Anthony Hitchens MLB - 50 Sean Lee OLB - 54 Jaylon Smith MLB - 51 Kyle Wilber OLB/MLB - 57 Damien Wilson OLB/MLB Defensive Back - 33 Chidobe Awuzie CB/FS - 23 Bené Benwikere CB - 30 Anthony Brown CB - 24 Nolan Carroll CB - 35 Kavon Frazier SS - 38 Jeff Heath SS/FS - 31 Byron Jones FS - 27 Jourdan Lewis CB - 32 Orlando Scandrick CB - 25 Xavier Woods FS/SS Special Team - 5 Dan Bailey K - 6 Chris Jones P - 91 L.P. Ladouceur LS Lista delle riserve - -- Zac Dysert QB (IR) - 80 Rico Gathers TE (IR) - 94 Randy Gregory DE (Sospeso) - 95 David Irving DT/DE (Sospeso) - 58 Damontre Moore DE (Sospeso) - 26 Duke Thomas CB (IR) Squadra di allenamento - 76 Richard Ash DT/DE - 18 Brian Brown WR - 78 Kadeem Edwards T/G - 89 Blake Jarwin TE - 14 Lance Lenoir WR - 66 Lewis Neal DT/DE - 28 Jameill Showers FS/SS - 60 Dan Skipper T/G - 65 Nate Theaker G - 39 Marquez White CB 53 attivi, 6 inattivi, 10 nella squadra di allenamento |
| Legenda - I rookie sono in corsivo. - Il primo ruolo è il principale mentre gli eventuali successivi indicano i ruoli secondari. - (IR) sta per Injured Reserve ed indica la lista ristretta per un solo giocatore infortunato che può tornare ad allenarsi dopo la settimana 6 e a rientrare in prima squadra dopo che questa ha giocato 8 partite. - (NF-Inj.) / (NF-Ill.) stanno rispettivamente per Non-Football Injured e Non-Football Illness ed indicano le liste dove viene inserito un giocatore che ha un infortunio o una malattia non dipendente dal football americano. - (PUP) sta per Physically Unable to Perform ed indica la lista dove viene inserito un giocatore mentre è in attesa di recuperare la condizione fisica. Nella stagione regolare dopo la sesta partita giocata dalla propria squadra, il giocatore ha tempo tre settimane per riprendere ad allenarsi, più tre settimane aggiuntive dal suo rientro agli allenamenti per rientrare in prima squadra. |

## Calendario

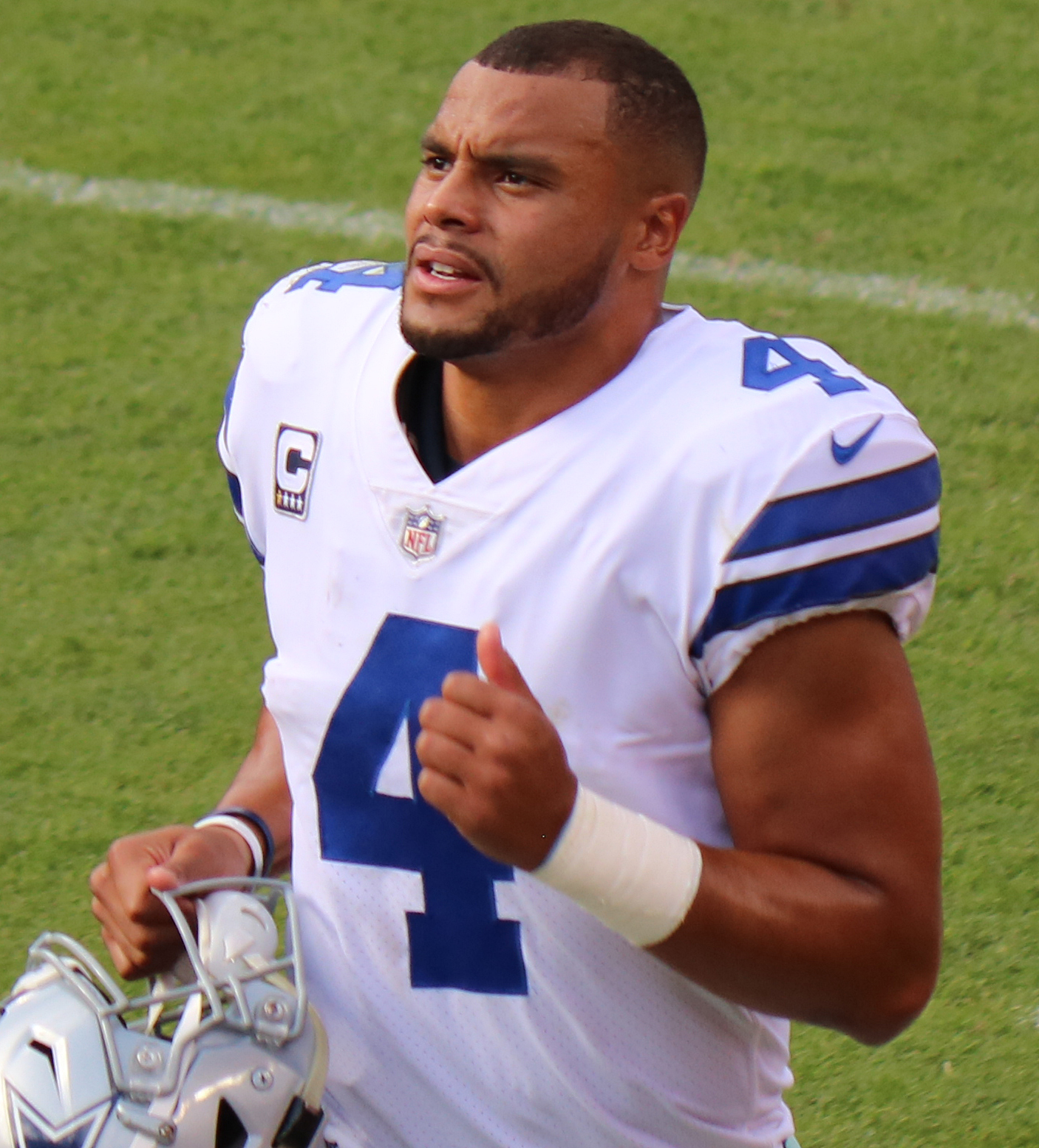
Dak Prescott nella gara della settimana 2 contro i Denver Broncos

Il calendario della stagione è stato annunciato il 20 aprile 2017.
| Turno | Data               | Avversario             | Risultato          | Record             | Stadio                              | NFL.com recap      |
| ----- | ------------------ | ---------------------- | ------------------ | ------------------ | ----------------------------------- | ------------------ |
| 1     | 10/9               | New York Giants        | V 19–3             | 1–0                | AT&T Stadium                        | Recap              |
| 2     | 17/9               | at Denver Broncos      | S 17–42            | 1–1                | Sports Authority Field at Mile High | Recap              |
| 3     | 25/9               | at Arizona Cardinals   | V 28–17            | 2–1                | University of Phoenix Stadium       | Recap              |
| 4     | 1/10               | Los Angeles Rams       | S 30–35            | 2–2                | AT&T Stadium                        | Recap              |
| 5     | 8/10               | Green Bay Packers      | S 31–35            | 2–3                | AT&T Stadium                        | Recap              |
| 6     | Settimana di pausa | Settimana di pausa     | Settimana di pausa | Settimana di pausa | Settimana di pausa                  | Settimana di pausa |
| 7     | 22/10              | at San Francisco 49ers | V 40–10            | 3–3                | Levi's Stadium                      | Recap              |
| 8     | 29/10              | at Washington Redskins | V 33–19            | 4–3                | FedExField                          | Recap              |
| 9     | 5/11               | Kansas City Chiefs     | V 28–17            | 5–3                | AT&T Stadium                        | Recap              |
| 10    | 12/11              | at Atlanta Falcons     | S 7–27             | 5–4                | Mercedes-Benz Stadium               | Recap              |
| 11    | 19/11              | Philadelphia Eagles    | S 9–37             | 5–5                | AT&T Stadium                        | Recap              |
| 12    | 23/11              | Los Angeles Chargers   | S 6–28             | 5–6                | AT&T Stadium                        | Recap              |
| 13    | 30/11              | Washington Redskins    | V 38–14            | 6–6                | AT&T Stadium                        | Recap              |
| 14    | 10/12              | at New York Giants     | V 30–10            | 7–6                | MetLife Stadium                     | Recap              |
| 15    | 17/12              | at Oakland Raiders     | V 20–17            | 8–6                | Oakland–Alameda County Coliseum     | Recap              |
| 16    | 24/12              | Seattle Seahawks       | S 12–21            | 8–7                | AT&T Stadium                        | Recap              |
| 17    | 31/12              | at Philadelphia Eagles | V 6–0              | 9–7                | Lincoln Financial Field             | Recap              |

Note: Gli avversari della propria division sono in grassetto.

## Classifiche

### Conference
| Classifica della NFC 2017                                | Classifica della NFC 2017  | Classifica della NFC 2017 | Classifica della NFC 2017 | Classifica della NFC 2017 | Classifica della NFC 2017 | Classifica della NFC 2017 | Classifica della NFC 2017 | Classifica della NFC 2017 | Classifica della NFC 2017 | Classifica della NFC 2017 | Classifica della NFC 2017 | Classifica della NFC 2017 |
| #                                                        | Squadra                    | Division                  | V                         | P                         | N                         | %                         | DIV                       | CONF                      | PF                        | PS                        | D                         | STR                       |
| -------------------------------------------------------- | -------------------------- | ------------------------- | ------------------------- | ------------------------- | ------------------------- | ------------------------- | ------------------------- | ------------------------- | ------------------------- | ------------------------- | ------------------------- | ------------------------- |
| Vincitori delle division                                 |                            |                           |                           |                           |                           |                           |                           |                           |                           |                           |                           |                           |
| 1                                                        | xyz* – Philadelphia Eagles | East                      | 13                        | 3                         | 0                         | 81,3%                     | 5-1                       | 10-2                      | 457                       | 295                       | 162                       | P-1                       |
| 2                                                        | xyz – Minnesota Vikings    | North                     | 13                        | 3                         | 0                         | 81,3%                     | 5-1                       | 10-2                      | 382                       | 252                       | 130                       | V-3                       |
| 3                                                        | xy – Los Angeles Rams      | West                      | 11                        | 5                         | 0                         | 68,8%                     | 4-2                       | 7-5                       | 478                       | 329                       | 149                       | P-1                       |
| 4                                                        | xy – New Orleans Saints    | South                     | 11                        | 5                         | 0                         | 68,8%                     | 4-2                       | 8-4                       | 448                       | 326                       | 122                       | P-1                       |
| Wild Card                                                |                            |                           |                           |                           |                           |                           |                           |                           |                           |                           |                           |                           |
| 5                                                        | xw – Carolina Panthers     | South                     | 11                        | 5                         | 0                         | 68,8%                     | 3-3                       | 7-5                       | 363                       | 327                       | 36                        | P-1                       |
| 6                                                        | xw – Atlanta Falcons       | South                     | 10                        | 6                         | 0                         | 62,5%                     | 4-2                       | 9-3                       | 353                       | 315                       | 38                        | V-1                       |
| Non qualificate per i playoff                            |                            |                           |                           |                           |                           |                           |                           |                           |                           |                           |                           |                           |
| 7                                                        | Detroit Lions              | North                     | 9                         | 7                         | 0                         | 56,3%                     | 5-1                       | 8-4                       | 410                       | 376                       | 34                        | V-1                       |
| 8                                                        | Seattle Seahawks           | West                      | 9                         | 7                         | 0                         | 56,3%                     | 4-2                       | 7-5                       | 366                       | 332                       | 34                        | P-1                       |
| 9                                                        | Dallas Cowboys             | East                      | 9                         | 7                         | 0                         | 56,3%                     | 5-1                       | 7-5                       | 354                       | 332                       | 22                        | V-1                       |
| 10                                                       | Arizona Cardinals          | West                      | 8                         | 8                         | 0                         | 50%                       | 3-3                       | 5-7                       | 295                       | 361                       | -66                       | V-2                       |
| 11                                                       | Green Bay Packers          | North                     | 7                         | 9                         | 0                         | 43,8%                     | 2-4                       | 5-7                       | 320                       | 384                       | -64                       | P-3                       |
| 12                                                       | Washington Redskins        | East                      | 7                         | 9                         | 0                         | 43,8%                     | 1-5                       | 5-7                       | 342                       | 388                       | -46                       | P-1                       |
| 13                                                       | San Francisco 49ers        | West                      | 6                         | 10                        | 0                         | 37,5%                     | 1-5                       | 3-9                       | 331                       | 383                       | -52                       | V-5                       |
| 14                                                       | Tampa Bay Buccaneers       | South                     | 5                         | 11                        | 0                         | 31,3%                     | 1-5                       | 3-9                       | 335                       | 382                       | -47                       | V-1                       |
| 15                                                       | Chicago Bears              | North                     | 5                         | 11                        | 0                         | 31,3%                     | 0-6                       | 1-11                      | 264                       | 320                       | -56                       | P-1                       |
| 16                                                       | New York Giants            | East                      | 3                         | 13                        | 0                         | 18,8%                     | 1-5                       | 1-11                      | 246                       | 388                       | -142                      | V-1                       |
| Legenda                                                  |                            |                           |                           |                           |                           |                           |                           |                           |                           |                           |                           |                           |
| w — Qualificata ai playoff come wild card                |                            |                           |                           |                           |                           |                           |                           |                           |                           |                           |                           |                           |
| x — Qualificata ai playoff                               |                            |                           |                           |                           |                           |                           |                           |                           |                           |                           |                           |                           |
| y — Vincitrice della division                            |                            |                           |                           |                           |                           |                           |                           |                           |                           |                           |                           |                           |
| z — Qualificata direttamente al secondo turno di playoff |                            |                           |                           |                           |                           |                           |                           |                           |                           |                           |                           |                           |
| * — Vantaggio del fattore campo nei playoff              |                            |                           |                           |                           |                           |                           |                           |                           |                           |                           |                           |                           |

## Premi individuali

### Pro Bowler
Quattro giocatori dei Cowboys sono stati convocati per il Pro Bowl 2018:
- Tyron Smith, tackle, 5ª convocazione
- Travis Frederick, centro, 4ª convocazione
- Zack Martin, guardia, 4ª convocazione
- DeMarcus Lawrence, defensive end, 1ª convocazione

### Premi settimanali e mensili
- DeMarcus Lawrence:

miglior difensore della NFC della settimana 3
miglior difensore della NFC del mese di settembre
- Tyrone Crawford:

miglior giocatore giocatore degli special team della NFC della settimana 8